# Martainville-Épreville
Martainville-Épreville ist eine französische Gemeinde mit 730 Einwohnern (Stand: 1. Januar 2022) im Département Seine-Maritime in der Region Normandie. Sie gehört zum Arrondissement Rouen und zum Kanton Le Mesnil-Esnard (bis 2015: Kanton Darnétal). Die Einwohner werden Martainvillais genannt.

## Geographie
Martainville-Épreville liegt etwa 14 Kilometer ostnordöstlich von Rouen. Umgeben wird Martainville-Épreville von den Nachbargemeinden Servaville-Salmonville im Norden und Nordwesten, Grainville-sur-Ry im Norden, Ry im Nordosten, Saint-Denis-le-Thiboult im Osten, Auzouville-sur-Ry im Süden, Bois-d’Ennebourg im Südwesten sowie Bois-l’Évêque im Westen.

## Einwohnerentwicklung
| 1962                      | 1968 | 1975 | 1982 | 1990 | 1999 | 2006 | 2013 |
| ------------------------- | ---- | ---- | ---- | ---- | ---- | ---- | ---- |
| 389                       | 438  | 515  | 599  | 606  | 611  | 681  | 708  |
| Quelle: Cassini und INSEE |      |      |      |      |      |      |      |

## Sehenswürdigkeiten
- Kirche Notre-Dame von 1667 in Martainville
- Kirche Saint-Ouen in Épreville aus dem 17. Jahrhundert
- Schloss Martainville aus dem 15. Jahrhundert
- Garten La Jardin Plume

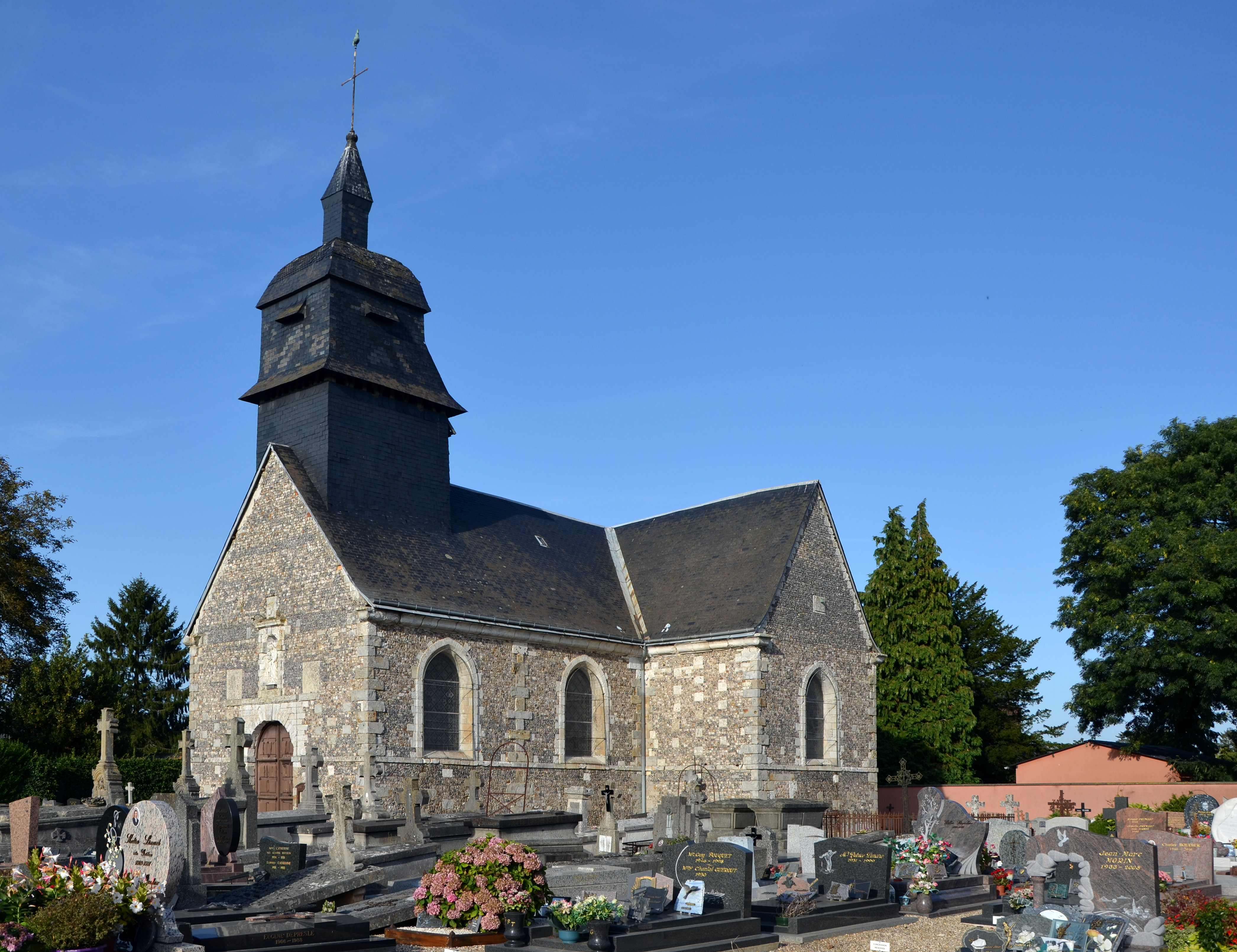
Kirche Notre-Dame
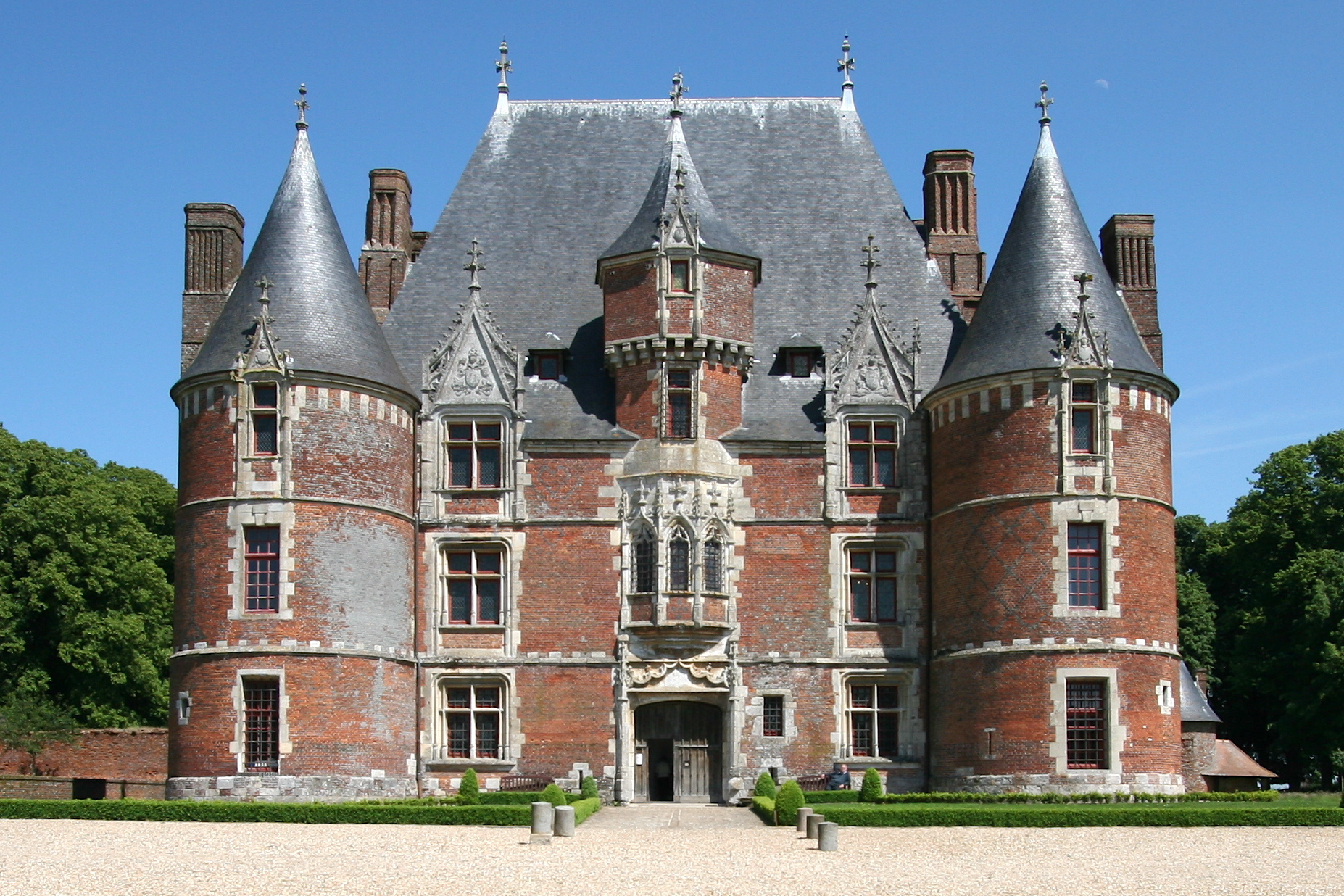
Schloss Martainville

## Persönlichkeiten
- François Gabriel Théodore Basset de Jolimont (1788–1854), Paläograph, Schriftsteller